# Zbiroh
Zbiroh (pronunție în cehă [ˈzbɪrox]) este o localitate în regiunea Plzeň din Republica Cehă. Ea se află la aproximativ 30 km est-nord-est de capitala regională Plzeň.